# Tatort: Rabenherz
Rabenherz ist ein Fernsehfilm aus der Krimireihe Tatort. Es ist der 42. Fall des Kölner Ermittler-Teams Max Ballauf und Freddy Schenk und die 719. Tatortfolge. Der vom Westdeutschen Rundfunk und Colonia Media produzierte Beitrag wurde am 25. Januar 2009 auf Das Erste zum ersten Mal gesendet.

## Handlung
Dr. Hermann Johns, der Chefarzt der Geburtsstation, liegt tot in seinem Dienstzimmer in der Klinik. Der Rechtsmediziner stellt fest, dass Dr. Johns durch eine tödliche Substanz im Tee umgebracht worden ist. Das Mittel hat eine verzögerte Wirkung und wird in allen Krankenhäusern bei Operationen eingesetzt. Die Ermittler finden einen OP-Bereich, in dem offensichtlich eine Ampulle fehlt, aber da das gesamte Pflegepersonal theoretisch Zugang dazu hatte, lässt sich nicht sagen, wer sie weggenommen hat. Ballauf und Schenk lassen sich die Dienstpläne geben, um zu sehen, wer in der Nacht anwesend war. Besondere Vorkommnisse waren drei Todesfälle junger Mütter, die in letzter Zeit kurz nach einem Kaiserschnitt gestorben sind, so dass ein Racheakt betroffener Familienangehöriger möglich ist. Alle Mitarbeiter, die in der Nacht Dienst hatten, werden befragt, doch alle haben gearbeitet und nichts gesehen. Alle äußern sich positiv über Johns, so ist er sogar jedes Jahr ein paar Wochen nach Indien gereist, um dort zu helfen. Allerdings sind die Pflegekräfte nach Aussage des Krankenhauspsychologen August Neumann permanent physisch und psychisch überlastet.
Da Ballauf und Schenk mit den Befragungen nicht weiter kommen, lässt sich Schenk als Praktikant in dem Krankenhaus unterbringen. Er will sich so umsehen und hofft, eine Spur zu finden. Ihm fällt Maria Everbeck auf, eine der Krankenpflegerinnen, die bedrückt wirkt. Sie nimmt sichtlich mentalen Anteil an ihren zu pflegenden Patienten, was dazu führt, dass sie nicht mehr schlafen kann und zeitweise in einer irrealen Welt lebt. Schenk beobachtet, wie sie bei einem der todkranken Patienten ihre kostbare Zeit opfert, sich zu ihm setzt und ihm die Hand auflegt. Aufgrund ihrer psychischen Probleme und einem früheren Suizidversuch wird sie vom Krankenhauspsychologen Neumann betreut. Er befragt sie nach Dr. Johns, denn ihm ist aufgefallen, dass dieser die letzten Wochenenden ununterbrochen Dienst hatte, und fragt, ob sie möglicherweise etwas damit zu tun hätte. Er mag sie und möchte ihr helfen, weiß auch, dass sie früher mit Dr. Andreas Tschichold ein Verhältnis hatte.
Schenk spricht Maria Everbeck an und sie fasst Vertrauen zu ihm, kann ihm aber keinen Grund nennen, warum jemand Johns umgebracht haben könnte. Sie gesteht ihm, dass sie einfach nicht weggehen kann, wenn die Patienten mit ihr sprechen wollen. Zudem meint sie, dass es Patienten gibt, denen es besser geht, wenn sie von ihr berührt werden. Manche würden sogar gesund werden. Als Schenk sie auffordert, dass sie auch bei ihm die Hand auflege, verblüfft ihn das Ergebnis. Er spricht am nächsten Tag mit ihrer Kollegin Steffens darüber und sie meint, Maria steigere sich da in etwas hinein. Er solle bitte nicht weiter darüber sprechen, denn sie hat es so schon schwer genug, weil die anderen die Zeit, die sie „vertrödelt“, wieder herausarbeiten müssen.
Ballauf fällt auf, dass bei den Aussagen von Neumann etwas nicht stimmt. Er will sich die Dienstpläne der letzten Wochen ansehen, doch die sind nicht im Computer aufzufinden. Der Techniker stellt fest, dass kein Systemfehler vorliegt, sondern dass jemand den Dienstplan manipuliert hat. Er kann das aber reparieren und sehen, dass nicht Dr. Johns Dienst gehabt hätte, sondern Dr. Tschichold. Ballauf und Schenk sprechen Tschichold daraufhin an. Er gibt an, von Marias Begabung zu wissen, und dass er eine Affäre mit ihr hatte. Sie wurde schwanger, hat abgetrieben und danach versucht, sich das Leben zu nehmen. So stellt sich heraus, dass Johns versehentlich umgebracht wurde, weil der Tee eigentlich für Tschichold gedacht war. Maria hatte die Kränkung nicht verwinden können, zumal Tschichold sie in ihrem Blut liegenließ, nachdem sie sich die Pulsadern aufgeschnitten hatte. Sie wurde erst von Karin Steffens gerettet. Da Neumann ahnte, dass Maria etwas mit dem Mord zu tun haben könnte, hatte er vorsorglich den Dienstplan verschwinden lassen, um einen möglichen Verdacht von ihr zu nehmen.

## Hintergrund
Die Dreharbeiten zum 719. Tatort-Krimi fanden in Köln und Umgebung statt. Zunächst unter dem Arbeitstitel: Rabenherz – Das Mädchen mit den kalten Händen. Als Drehort für das Klinikum diente das St.-Johannes-Hospital in Bonn.

## Rezeption

### Einschaltquoten
Die Erstausstrahlung des Tatort Rabenherz am 25. Januar 2009  wurde in Deutschland insgesamt von 8,62 Millionen Zuschauern gesehen und damit ein Marktanteil von 23,20 % erreicht.

### Kritiken
Die Kritiken fallen allesamt positiv aus und würdigen die schauspielerische Leistung von Anna Maria Mühe. Ebenso wird die realitätsnahe Darstellung der heutigen Arbeitswelt in Krankenhäusern gelobt.

„Fast hätte ich die 90 Minuten lang vergessen, dass es im 'Tatort' um die Mördersuche zu gehen hat. Vermisst habe ich es nicht. Das Monstrum Krankenhaus war spannend genug dargestellt.“

„'Rabenherz' verrät nie zu viel. Diesem 'Tatort' gelingt das Kunststück, ein spannender Krimi zu sein und parallel ein vielschichtiges Menschenbild zu zeichnen. Inszeniert ist der Film, passend zur undurchsichtigen, rätselhaften Hauptfigur (preiswürdig: Anna Maria Mühe).“

„Es war wieder einer dieser Sonntagsabendkrimis, der einen noch einen Tag nach der Ausstrahlung erschaudern lässt.“